# Малкин, Станислав Геннадьевич
Станислав Геннадьевич Малкин (род. 24 сентября 1983) ― российский ученый-историк, профессор, доктор исторических наук. Специалист по истории Британской империи и колониальной политике европейских государств в XVIII―XIX веках.

## Биография
Окончил исторический факультет Самарского государственного педагогического университета в 2005 году. В 2008 году по руководством доктора исторических наук С. Б. Семёнова на кафедре СГСПУ защитил кандидатскую диссертацию на тему «Британское военное присутствие в Горной Шотландии в 1715-1745 гг.» в Российской академии наук. В 2012―14 гг. был ассоциативным членом в Центре изучения международной политики и глобальной стратегии Лондонской школы экономики и политических наук. В 2012 году стал лауреатом конкурса «Молодой ученый», проводимого Министерством образования и науки Самарской области в номинации «кандидат наук». В 2014 году защитил докторскую диссертацию на тему «Интеллектуальная колонизация и “Хайлендская проблема” Великобритании в конце XVII – первой половине XVIII вв.»
На данный момент является заведующим кафедрой всеобщей истории, права и методики обучения в Самарском государственном социально-педагогическом университете. Является автором более тридцати научных статей и прочих научных работ.

## Избранные публикации
- «Мятежный край его величества»: британское военное присутствие в Горной Шотландии в 1715–1745 гг. СПб.: «ДМИТРИЙ БУЛАНИН», 2011[7]
- Лаборатория империи: мятеж и колониальное знание в Великобритании в век просвещения. М.: Новое литературное обозрение, 2016 г.[8]